# Theodore N183

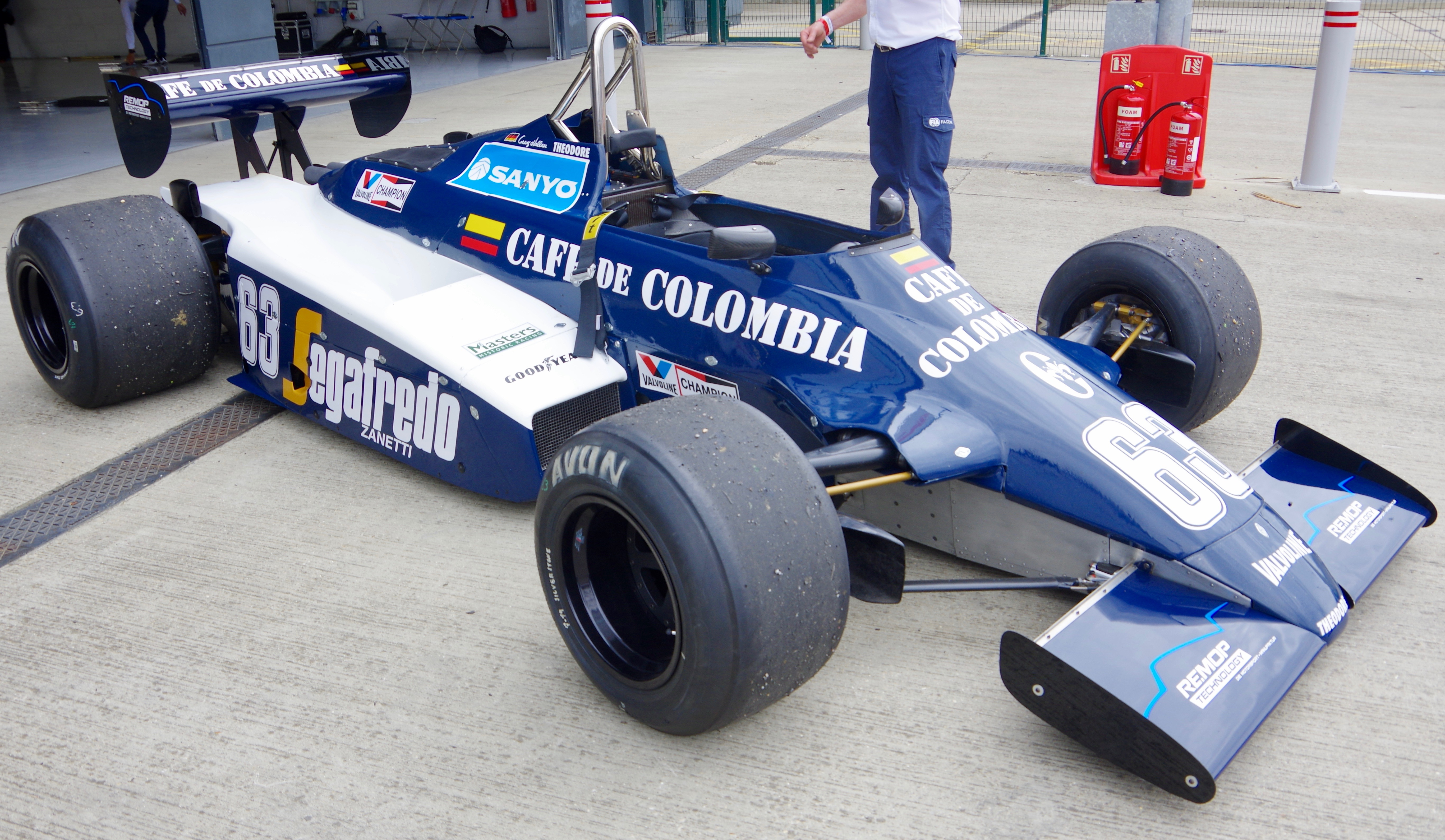
Der Theodore N183 von Roberto Guerrero (2019)

Der Theodore N183 war ein Rennwagen, der in der Formel-1-Weltmeisterschaft 1983 von dem britischen Motorsportteam Theodore Racing eingesetzt wurde. Er war der Nachfolger des Theodore TY02.

## Hintergrund
Der Theodore N183 war der letzte Rennwagen, den Theodore in der Formel 1 an den Start brachte. Er war eigentlich ein Ensign N181 und entstand nach der Fusion des britischen Rennstalls Ensign mit Theodore.
Parallel zum Einsatz seines eigenen Rennstalls hatte Theodores Inhaber Teddy Yip 1981 und 1982 auch das unabhängige Team Ensign finanziell unterstützt und dem Rennstall Ende 1981 unter anderem den Umzug in größere Werkshallen ermöglicht. Mit Ablauf der Saison 1982, die sowohl für Ensign als auch für Theodore erfolglos verlaufen war – beide Teams hatten jeweils nur eine Zielankunft außerhalb der Punkteränge erreicht –, übernahm Yip das Ensign-Team und verschmolz es, so wie er es zwei Jahre zuvor bereits mit Shadow getan hatte, mit seinem eigenen Rennstall. Das neue Team operierte von der ehemaligen Ensign-Basis aus und nutzte die dortige Infrastruktur, wurde aber ungeachtet dessen unter der Bezeichnung Theodore Racing zur Formel-1-Weltmeisterschaft gemeldet.
Zu den Komponenten, die Theodore von Ensign übernahm, gehörte auch der Ensign N181, ein Formel-1-Auto, das Nigel Bennett entworfen und das Ensign 1982 mit Roberto Guerrero an den Start gebracht hatte. Der Ensign N181 war 1982 in nur einem Exemplar aufgebaut worden. Dieses Einzelstück erhielt für 1983 unter Aufgabe der bisherigen Theodore-Nomenklatur die Bezeichnung Theodore N183. Im Laufe der Saison 1983 entstanden nach dem Vorbild des ersten Fahrzeugs zwei weitere Autos gleichen Namens.

## Technik
Der erste Theodore N183 (MN16) war identisch mit dem Ensign N181. Das Auto erfuhr im Winter 1982/83 keinerlei Änderungen und wurde im Laufe der Saison zu vier Rennen so eingesetzt, wie es bereits 1982 genutzt worden war. Die zwei Nachbauten (MN17 und MN18) entsprachen diesem Schema; Nigel Bennett konstruierte allerdings eine Cockpitverstärkung aus Kohlenstoffmaterialien, durch die die Verwindungsfreudigkeit des Autos reduziert wurde. Als Antrieb diente nach wie vor ein Cosworth-Saugmotor, dessen Konkurrenzfähigkeit angesichts der zunehmenden Verbreitung von Turbomotoren eingeschränkt war.

## Renneinsätze
Anders als in den Jahren zuvor, setzte Theodore 1983 zwei Fahrzeuge ein. Fahrer waren Roberto Guerrero und der ehemalige Motorradweltmeister Johnny Cecotto, der hier sein Formel-1-Debüt gab. Cecotto setzte nahezu durchgängig das Chassis MN18 ein. Guerrero begann die Saison mit dem ebenfalls neu aufgebauten MN17, musste aber, nachdem er dieses Fahrzeug beim Großen Preis von Frankreich bei einem Unfall schwer beschädigt hatte, für die fünf folgenden Rennen auf das letztjährige Chassis MN16 zurückgreifen.
Johnny Cecotto verpasste mit dem N183 viermal die Qualifikation; andererseits erzielte er mit dem sechsten Platz beim Großen Preis der USA-West in Long Beach einen Weltmeisterschaftspunkt für sein Team. Guerrero kam nur viermal ins Ziel und erreichte keine Punkteränge.
Im Laufe des Sommers 1983 mehrten sich die finanziellen Schwierigkeiten des Teams. Zum Großen Preis von Europa auf dem Brands Hatch Circuit brachte Theodore nur noch ein Auto an den Start, danach stellte das Team den Rennbetrieb gänzlich ein. Am Saisonfinale in Südafrika nahm es nicht mehr teil.
Das beste Ergebnis des N183 erreichte Brian Henton im März 1983, der beim nicht zur Weltmeisterschaft zählenden Race of Champions (Formel 1) für Theodore an den Start ging. Henton kam hier als Siebter ins Ziel.

## Resultate
| Saison                          | Nr.                             | 1  | 2   | 3   | 4   | 5    | 6   | 7   | 8   | 9   | 10  | 11   | 12   | 13 | 14 | 15 | Punkte | Rang |
| ------------------------------- | ------------------------------- | -- | --- | --- | --- | ---- | --- | --- | --- | --- | --- | ---- | ---- | -- | -- | -- | ------ | ---- |
| Formel-1-Weltmeisterschaft 1983 | Formel-1-Weltmeisterschaft 1983 |    |     |     |     |      |     |     |     |     |     |      |      |    |    |    | 18     | 6    |
| R. Guerrero                     | 33                              | NC | DNF | DNF | DNF | DNPQ | DNF | NC  | DNF | 16  | DNF | DNF  | 12   | 13 | 12 |    | 18     | 6    |
| J. Cecotto                      | 34                              | 14 | 6   | 11  | DNF | DNPQ | 10  | DNF | DNF | DNQ | 11  | DNPQ | DNPQ | 11 |    |    | 18     | 6    |

| Legende  | Legende            | Legende                                                          |
| Farbe    | Abkürzung          | Bedeutung                                                        |
| -------- | ------------------ | ---------------------------------------------------------------- |
| Gold     | –                  | Sieg                                                             |
| Silber   | –                  | 2. Platz                                                         |
| Bronze   | –                  | 3. Platz                                                         |
| Grün     | –                  | Platzierung in den Punkten                                       |
| Blau     | –                  | Klassifiziert außerhalb der Punkteränge                          |
| Violett  | DNF                | Rennen nicht beendet (did not finish)                            |
| Violett  | NC                 | nicht klassifiziert (not classified)                             |
| Rot      | DNQ                | nicht qualifiziert (did not qualify)                             |
| Rot      | DNPQ               | in Vorqualifikation gescheitert (did not pre-qualify)            |
| Schwarz  | DSQ                | disqualifiziert (disqualified)                                   |
| Weiß     | DNS                | nicht am Start (did not start)                                   |
| Weiß     | WD                 | zurückgezogen (withdrawn)                                        |
| Hellblau | PO                 | nur am Training teilgenommen (practiced only)                    |
| Hellblau | TD                 | Freitags-Testfahrer (test driver)                                |
| ohne     | DNP                | nicht am Training teilgenommen (did not practice)                |
| ohne     | INJ                | verletzt oder krank (injured)                                    |
| ohne     | EX                 | ausgeschlossen (excluded)                                        |
| ohne     | DNA                | nicht erschienen (did not arrive)                                |
| ohne     | C                  | Rennen abgesagt (cancelled)                                      |
| ohne     | keine WM-Teilnahme |                                                                  |
| sonstige | P/fett             | Pole-Position                                                    |
| sonstige | 1/2/3/4/5/6/7/8    | Punktplatzierung im Sprint-/Qualifikationsrennen                 |
| sonstige | SR/kursiv          | Schnellste Rennrunde                                             |
| sonstige | *                  | nicht im Ziel, aufgrund der zurückgelegten Distanz aber gewertet |
| sonstige | ()                 | Streichresultate                                                 |
| sonstige | unterstrichen      | Führender in der Gesamtwertung                                   |